# Trirachys orientalis
Trirachys orientalis  (лат.) — вид жуков-усачей из подсемейства собственно усачей. Распространён в Китае, Лаосе, Тайване и Японии. Кормовыми растениями личинок являются представители рода цитрус.